# 前里史朗
前里 史朗（まえざと しろう、1975年8月21日 - ）は、東京都出身の野球選手。2022年まで千葉ロッテマリーンズでブルペン捕手を務めた。

## 経歴
1993年、修徳高校3年時に高橋尚成とバッテリーを組んで、夏の甲子園でベスト8進出し、日本学生野球協会表彰選手となる。青山学院大学では1年上に清水将海がおり、控え選手ながらも4年で主将を務めた。リーグ通算23試合に出場、25打数6安打、打率.240、0本塁打、7打点。
1998年、福岡ダイエーホークスのブルペン捕手となる。その後、チーム運営部ブルペン兼用具担当を務めたが2009年で退団。
2010年、千葉ロッテマリーンズ二軍ブルペンコーチに就任。プロ野球球団には所属していたが、プロ野球選手経験なしでのコーチ就任は珍しい。井口資仁は大学時代の1年先輩にあたる。
2011年限りでコーチを退任し、翌2012年よりブルペン捕手を務めている。

## 詳細情報

### 背番号
- 119 （1998年 - 2009年）
- 88 （2010年 - 2011年）
- 90 （2012年 - 2022年）